# أسامة إسبر
أسامة إسبر أديب ومترجم سوري، (ولد عام 1963م)، من أشهر ترجماته: رواية (أحلام آينشتاين) لآلن لايتمان، وترجمة أعمال الكاتب الأورغواني إدواردو غاليانو وأبرزها ثلاثيته الروائية (ذاكرة النار)، ورواية توقيعه على الأشياء كلها.

## إصدارات

### مؤلفات
- (شاشات الشعر) شعر. 1994.
- (ميثاق الموج) شعر. 1995.
- (السيرة الدينارية) قصص. 1996.
- (مقهى المنتحرين) قصص. 2003.
- (تتكرر فوق المنفى) شعر. 2004.[4]
- (على طرقي البحرية) شعر.
- (حيث لا يعيش) شعر.

### ترجمات
- (المريض الإنجليزي) للكاتب السيرلانكي مايكل أونداتجي.[5]
- (أحلام آينشتاين) رواية. تأليف آلن لايتمان.[6]
- (أطفال الزمن: تقويم للتاريخ البشري). إدواردو غاليانو.
- (ذاكرة النار: سفر التكوين). إدواردو غاليانو.
- (ذاكرة النار: الوجوه والأقنعة). إدواردو غاليانو.
- (ذاكرة النار: قرن الريح). إدواردو غاليانو.
- (كتاب المعانقات). إدواردو غاليانو.[7]
- (أطفال الزمن). إدواردو غاليانو.
- (كلمات متجولة). إدواردو غاليانو.[8]
- (نهاية البشرية) اختيار وترجمة.
- (موجز تاريخ كل شيء تقريباً). بيل برايسون.
- (زوربا اليوناني). نيكوس كازانتزاكيس.
- (توقيعة على الأشياء كلها) رواية. إليزابيث جلبرت.
- (السحر الكبير: الحياة الإبداعية المتحررة من الخوف). إليزابيث جلبرت.[9]
- (الحكايات الخرافية). هرمان هسه.
- (التراب الأمريكي) رواية. جينين كمنز.
- (أسنان بيضاء) رواية. زيدي سميث. 2020.
- (كاتدرائية) رواية. ريموند كارفر.
- (أساليب شائعة). ريموند كارفر.[10]
- (الفناء الإسمنتي). إيان مكيوان.
- (كندا) رواية. ريتشارد فورد.
- (جوزن أنطون: سيرة ذاتية). سلمان رشدي.
- (اللعب في الظلام) رواية. توني موريسون.
- (القلعة) رواية. ميشا سليموفيتش.
- (كتاب الأسماك لغولد) رواية. ريتشارد فلاناغان.
- (الحرية الأولى والأخيرة). جودو كريشنا مورتي.
- (ابتسامة عند قدم السلم) رواية. هنري ميلر.[11]
- (نشأة النظام الأبوي). غيردا ليرنر.[12]
- (المتشائم) رواية. رونان بينيت.
- (الحديقة الصخرية) رواية. نيكوس كازانتزاكيس.[13]
- (الحملة) رواية. كارلوس فوينتس.[14]
- (المستنقع: الشعر الحديث من الرومانسية إلى الطليعية). أوكتافيو باث.
- (الإرهاب المقدس). تيري إيجلتون.
- (الدول المارقة: استخدام القوة في الشؤون العالمية). نعوم تشومسكي.[15]